# Катё, Хиронобу
Маркиз Катё Хиронобу (яп. 華頂博信, 22 мая 1905 — 23 октября 1970) — аристократ и военный, представитель одной из младших ветвей японской императорской фамилии.

## Биография
Родился принц Фусими Хиронобу 22 мая 1905 года в Токио. Третий сын принца Фусими Хироясу (1875—1946) и младший брат принца Катё Хиротады (1902—1924).
В 1924 году после смерти бездетного принца Катё Хиротады, главы дома Катё-но-мия, дом Катё-но-мия прервался. Чтобы увековечить имя «Катё-но-мия», принц Фусими Хиронобу отказался от статуса имперского принца и принял имя Катё Хиронобу, получив титул маркиза (косяку) в системе кадзоку.
В 1925 году принц Хиронобу окончил 53-й класс Военной академии Императорского флота Японии, начав карьеру офицера Императорского флота. Он служил мичманом на крейсере «Ивате» затем в чине младшего лейтенанта на линкоре «Ямасиро». В 1932 году маркиз был переведен на крейсер «Атаго». В дальнейшем он служил в качестве главного торпедного офицера на эсминцах Акебоно и Сазанами, дослужившись до чина коммандера. В 1935 году Катё Хиронобу заседал в Палате пэров Японии. В 1939 году он был назначен начальником Высшей военной академии Императорского флота Японии, оставался на этом посту до конца Второй мировой войны и вышел в отставку в ноябре 1945 года.
Катё Хиронобу был женат на принцессе Канъин Ханако (1909—2003), пятой дочери принца Канъин Котохито (1865—1945). Супруги имели двух сыновей и позднее развелись:
- Катё Хиромити
- Катё Хиротака, усыновлён графом Фусими Хирохидэ.

Резиденция маркиза находилась в Камакуре (префектура Канагава), построенная в 1929 году, была передана городу Камакуре в 1996 году.